# Pinghu
För andra betydelser, se Pinghu (olika betydelser).
Pinghu är en stad på häradsnivå i östra Kina, och tillhör Jiaxings stad på prefekturnivå i provinsen Zhejiang. Befolkningen uppgick till 507 899 invånare vid folkräkningen år 2000, varav 124 351 invånare bodde i huvudorten Danghu. Stadshäradet gränsar till Shanghai i öster, och var år 2010 indelat i tre gatudistrikt (jiēdào) och nio köpingar (zhèn).